# Distretto di Nowe Miasto Lubawskie
Il distretto di Nowe Miasto Lubawskie (in polacco powiat nowomiejski) è un distretto polacco appartenente al voivodato della Varmia-Masuria.

## Geografia antropica

### Suddivisioni amministrative
Il distretto comprende 5 comuni.
- Comuni urbani: Nowe Miasto Lubawskie
- Comuni rurali: Biskupiec, Grodziczno, Kurzętnik, Nowe Miasto Lubawskie